# Stenoxia cybele
Stenoxia cybele là một loài bướm đêm trong họ Noctuidae.